# شیزوکوایشی، ایواته
شیزوکوایشی، ایواته (به لاتین: Shizukuishi, Iwate) یک منطقهٔ مسکونی در ژاپن است که در استان ایواته واقع شده‌است. شیزوکوایشی ۶۰۹٫۰۱ کیلومتر مربع مساحت و ۱۷٬۲۷۷ نفر جمعیت دارد.